# Harry Romero
Harry Romero, meglio conosciuto come Harry "Choo Choo" Romero (...), è un disc jockey, producer e remixer di musica house statunitense, fondatore (con i colleghi Erick Morillo e Josè Nuñez) della label Subliminal Records..